# Parasmittina proximoproducta
Parasmittina proximoproducta är en mossdjursart som beskrevs av Moyano 1983. Parasmittina proximoproducta ingår i släktet Parasmittina och familjen Smittinidae. Inga underarter finns listade i Catalogue of Life.